# NGC 7074
NGC 7074 је галаксија у сазвежђу Пегаз која се налази на NGC листи објеката дубоког неба.
Деклинација објекта је + 6° 40' 56" а ректасцензија 21h 29m 38,8s. Привидна величина (магнитуда) објекта NGC 7074 износи 14,5 а фотографска магнитуда 15,5. NGC 7074 је још познат и под ознакама CGCG 401-27, 2ZW 133, PGC 66854, IRAS 21271+0627, PGC 66850.